# الكريم المعصومي
الكريم المعصومي، (31 يوليو 1931م - 16 يونيو 2009م)، هو أبو محفوظ الكريم بن محمد أمير حسن بن الشيخ محمد معصوم، عالم مسلم هندي، برع في علوم العربية والحديث وعلوم التفسير والتاريخ وله تحقيقات نفيسة لكتب التراث الإسلامي.
بالإضافة لكونه يعد مرجعا في إتقانه للغة العربية وكتابته للشعر العربي فإن الشيخ متمرس في اللغات الأردية والفارسية والإنجليزية.

## مولده
ولد في قرية مهوا توله (MAHUWA TOLA) إحدى قرى بلدة بيهار شريف (BIHAR SHARIF) بولاية بيهار (BIHAR) شرقي الهند.

## نتاجه العلمي
أولاً: النصوص المحققة:
• نوادر أبي علي الهجري.
• كتاب شرح الألفات لأبي بكر محمد ابن القاسم الأنباري.
• مسألة صفات الذاكرين لأبي عبد الرحمن السلمي.
• القول المسموع في الفرق بين الكوع والكرسوع للسيد مرتضى الحسيني البلجرامي... ثم الزبيدي.
• أرجوزتان للسيد مرتضى البلجرامي.. الزبيدي.
ثانيا - البحوث والمقالات:
• أبو جعفر المصادي.. نتف من حياته، وآثاره وتلاميذه، ومن إليهم
• قدامه ابن جعفر الكاتب بحث في نسبه/ وإسلام سلفه.
• كعب زهير - نسبه وشعره.
• شرف الدين البوصيري.. في قصيدته الميمية.
• صدر الدين الشيرازي... حياته ومآثره...
• العلامة مرتضى الحسيني البلجرامي الزبيدي.. حياته وآثاره.
• شاناق الهندي - نتف من ترجمته وآثاره مع تحقيق فصل من كتابه منتحل (الجواهر).
• خسرو - الشاعر الهندي - ومكانته في اللغة العربية.
• مقتطفات من شعر غالب.
• مع خسرو - الشعر الهندي - تفاريق معربة، وموزونة من شعره الفارسي.
• أغاني الشعب الكشميري.
• نظرة في أهمية اللغة العربية في الهند.
• إطلالة على ازدهار الحديث والمحدثين في إيالة (بيهار) الهندية.
• قصة الأرز في الأدب العربي.
• قرابة أم مسطح من أبي بكر الصديق رضي الله عنه.
ثالثاً: التنبيهات والمستدركات:
• نظرات في كتاب (المحدث الفاصل بين الراوي والواعي) للرامهرزي.
• على طرر سير أعلام النبلاء للذهبي.
• ذكرى العلامة عبد العزيز الميمني الراجكوتي (قصيدة رائية في 158) بيتا.
• طرر اللآلي وسمطها الغالي.
• حول ديوان حميد بن ثور الهلالي.
• قصيدة العروس.
• نظرة في قصيدة العروس وأخواتها.
• تفاريق العصا.
• نفاضة الجراب (حول ديوان ابن الدمينة بتحقيق الأستاذ/ أحمد راتب النفاخ).
• روائع نادرة من شعر الشاعر جميل بن معمر بثينة( ملحوظات على ديوانه بتحقيق الدكتور/ حسين نصار).
• ديوان بشر ابن أبي خازم الأسدي( تحقيق الدكتور عزة حسن)
• ديوان ابن مقبل (تحقيق الدكتور/ عزة حسن)
• كتاب الأشباه والنظائر في النحو للسيوطي (ط/ مجمع اللغة العربية / دمشق).
مجموع
نشر الأستاذ الفاضل الدكتور/ محمد أجمل الإصلاحي عددا من مقالات العلامة المعصومي المنشورة في مجلات عربية في الهند ومواطن أجنبية في مجلدين بعنوان: بحوث وتنبيهات، وقدم لها بمقدمة وافية، وبها السيرة الذاتية للمعصومي كتبها بنفسه.
وَرَحَلَ آخرُ الكِبارِ - أبو محفوظ الكريم المعصومي - د. إبراهيم بن محمد البطشان. الملحق الثقافي السعودي – نيودلهي